# Живкович, Александар (футболист)
Александар Живкович (серб. Aleksandar Živković / Александар Живковић; родился 28 июля 1977 в Нише) — сербский футболист, полузащитник, участник Олимпийских игр в Пекине.

## Карьера

### Клубная
Воспитанник школы столичного «Партизана», дебютировал в профессиональном футболе именно как игрок этой команды. Позднее выступал в командах «Раднички» (из родного Ниша) и «Рад» (ещё один столичный клуб). В 2000 году уехал в Японию выступать за «Джубило Ивата», запомнился японцам как мастер подач и навесов в штрафную. В 2003 году вернулся в Сербию, где выступал за столичные команды «Обилич», ОФК и «Вожводац». В 2006 году уехал играть в Китай.
Первой китайской командой стал клуб «Шаньдун Лунэн», в котором Живкович неизменно становился главным распасовщиком и в течение четырёх лет подряд лидировал по числу отданных им пасов. Но в 2009 году по состоянию здоровья он покинул команду. Этому предшествовал крупный скандал: 5 сентября 2009 в матче против «Циндао Чжуннэн» Живковичу судья показал жёлтую карточку за нарушение, и серб набросился на арбитра с кулаками. По решению комитета Китайской футбольной ассоциации Александар был оштрафован на 80 тысяч юаней и дисквалифицирован на 4 игры. Позднее выступал ещё за два клуба: «Шэньчжэнь Руби» и «Гуанчжоу Фули».

### В сборной
В сборной Югославии сыграл два матча в 2001 году на Кубке Кирин, а в 2008 даже был приглашён в Олимпийскую сборную Сербии для участия в футбольном олимпийском турнире (по правилам, туда допускались игроки, родившиеся после 1 января 1985, однако туда могли быть допущены три игрока, родившиеся раньше этой даты). Сыграл все три матча на турнире, а Сербия выбыла уже на стадии группового этапа.